# Массімо Пілоні
Массімо Пілоні (італ. Massimo Piloni, нар. 21 серпня 1948, Анкона) — італійський футболіст, що грав на позиції воротаря. Відомий насамперед як резервний голкіпер «Ювентуса» в один із періодів його розквиту у першій половині 1970-х.

## Ігрова кар'єра
Народився 21 серпня 1948 року в місті Анкона. Вихованець футбольної школи «Ювентуса».
У дорослому футболі дебютував 1968 року виступами на умовах оренди за команду «Казертана», в якій протягу сезону взяв участь у 10 матчах чемпіонату. 
1969 року повернувся до «Ювентуса», де був заявлений за основний склад команди, щоправда лише як третій воротар, після Роберто Андзоліна і Роберто Танкреді. Перший з них залишив Турин у 1970, а другий у 1971 році, проте Пілоні місце основного воротаря не отримав, адже того ж 1971 року керівництво клубу запросило до нього П'єтро Карміньяні. Останній був основним воротарем протягом більшої частини сезону 1971/72, проте його невпевнена гра наприкінці сезону дозволила Пілоні стати основним в останніх його іграх і зробити свій внесок у здобуття чемпіонського титулу. Утім вже влітку 1972 на зміну Карміньяні прийшов Діно Дзофф, який знову відтіснив Пілоні на роль резервіста. Залишався у туринській команді до 1975 року, ще двічі, в сезонах 1972/73 і 1974/75, ставши чемпіоном країни.
У 1975 році перейшов до друголігової «Пескари», у складі якої нарешті отримав досвід регулярних виступів, провівши за три сезони понад 100 ігор у першості. Згодом виступав за «Ріміні» та «Ферману», а завершував ігрову кар'єру у команді «К'єті», за яку виступав протягом 1981—1982 років.

## Кар'єра тренера
2000 року увійшов до тренерського штабу «Катанії» як тренер воротарів.
Згодом працював на аналогічних посадах в структурі «Самбенедеттезе», шотландського «Лівінгстона» та «Перуджі».

## Титули і досягнення
- Чемпіон Італії (3):

«Ювентус»: 1971-1972, 1972-1973, 1974-1975